# Eduardo (ur. 1980)
Eduardo Ribeiro dos Santos (ur. 5 sierpnia 1980 w São João do Piauí) – brazylijski piłkarz występujący na pozycji napastnika. Obecnie jest zawodnikiem AC Ajaccio.

## Kariera klubowa
Eduardo karierę zawodową rozpoczynał w 1997 roku w klubie ES Flamengo. W 2000 roku odszedł do Joinville EC. W 2001 roku zdobył z nim mistrzostwo Campeonato Catarinense. W 2001 roku został graczem szwajcarskiego Grasshoppers Zurych. W szwajcarskiej ekstraklasie zadebiutował 23 lutego 2002 w zremisowanym 2:2 meczu z FC Sankt Gallen, w którym strzelił gola. W 2003 roku Eduardo zdobył z zespołem mistrzostwo Szwajcarii. W Grasshoppers spędził w sumie 6 lat.
W styczniu 2007 roku podpisał kontrakt z francuskim En Avant Guingamp, grającym w Ligue 2. W tych rozgrywkach zadebiutował 26 stycznia 2007 w przegranym 0:2 spotkaniu z Le Havre AC. 2 lutego 2007 w zremisowanym 1:1 pojedynku z RC Strasbourg strzelił pierwszego gola w trakcie gry w Ligue 2. W 2009 roku zdobył z klubem Puchar Francji.
Latem 2009 roku przeszedł do beniaminka Ligue 1 – RC Lens. W Ligue 1 pierwszy mecz zaliczył 8 sierpnia 2009 przeciwko Girondins Bordeaux (1:4). 22 sierpnia 2009 w wygranym 2:1 pojedynku z Grenoble Foot 38 zdobył pierwszą bramkę w trakcie gry w Ligue 1.
| Sezon   | Klub                | Kraj       | Rozgrywki   | Mecze | Bramki | Rozgrywki Europy | Mecze | Bramki |
| ------- | ------------------- | ---------- | ----------- | ----- | ------ | ---------------- | ----- | ------ |
| 1997/00 | ES Flamengo         | Brazylia   | Série A     | 114   | 73     | –                | –     | –      |
| 2000/01 | Joinville EC        | Brazylia   | Série B     | 29    | 17     | –                | –     | –      |
| 2001/02 | Grasshoppers Zurych | Szwajcaria | Axpo League | 13    | 4      | –                | –     | –      |
| 2002/03 | Grasshoppers Zurych | Szwajcaria | Axpo League | 33    | 9      | –                | –     | –      |
| 2003/04 | Grasshoppers Zurych | Szwajcaria | Axpo League | 21    | 7      | –                | –     | –      |
| 2004/05 | Grasshoppers Zurych | Szwajcaria | Axpo League | 12    | 6      | –                | –     | –      |
| 2005/06 | Grasshoppers Zurych | Szwajcaria | Axpo League | 14    | 6      | –                | –     | –      |
| 2006/07 | Grasshoppers Zurych | Szwajcaria | Axpo League | 18    | 4      | –                | –     | –      |
| 2006/07 | EA Guingamp         | Francja    | Ligue 2     | 10    | 4      | –                | –     | –      |
| 2007/08 | EA Guingamp         | Francja    | Ligue 2     | 25    | 10     | –                | –     | –      |
| 2008/09 | EA Guingamp         | Francja    | Ligue 2     | 29    | 8      | –                | –     | –      |
| 2009/10 | RC Lens             | Francja    | Ligue 1     | 31    | 5      | –                | –     | –      |
| 2010/11 | RC Lens             | Francja    | Ligue 1     | 32    | 4      | –                | –     | –      |
| 2011/12 | RC Lens             | Francja    | Ligue 2     | 14    | 1      | –                | –     | –      |
| 2011/12 | AC Ajaccio          | Francja    | Ligue 1     | 19    | 5      | –                | –     | –      |
| 2012/13 | AC Ajaccio          | Francja    | Ligue 1     | 15    | 3      | –                | –     | –      |
| 2013/14 | AC Ajaccio          | Francja    | Ligue 1     | 0     | 0      | –                | –     | –      |

Stan na: 18 lipca 2013 r.